# 5 Kubański Kozacki Pułk Płastuński
5 Kozacki czyli Ukraiński Pułk Płastuński (ros. 5-й Кубанский казачий пластунский полк) – kolaboracyjny oddział wojskowy Kozackiego Stanu podczas II wojny światowej
Pułk został sformowany na okupowanej zachodniej Białorusi pod koniec 1943 r., w rezultacie reorganizacji Kozackiego Stanu atamana płk. Siergieja W. Pawłowa. Składał się z trzech batalionów płastuńskich (pieszych). Liczył ok. 1,5 tys. żołnierzy. Na jego czele stanął starszina wojskowy Bondarenko. Na pocz. 1944 r. brał udział w ciężkich walkach na lewym brzegu Niemna, w wyniku których został okrążony przez oddziały Armii Czerwonej. Udało mu się wyrwać z okrążenia dzięki kontratakowi wojsk niemieckich, ale poniósł duże straty. Po wybuchu powstania warszawskiego 1 sierpnia 1944 r., pułk został skierowany do stolicy Polski na jego spacyfikowanie. Początkowo brał udział w tzw. rzezi Woli, a następnie przesunięto go do Błonia w celu blokady Warszawy od strony Puszczy Kampinoskiej. Po wycofaniu Kozaków z akcji przeciwko powstańcom we wrześniu, wielu żołnierzy, w tym płk Bondarenko, otrzymało Żelazne Krzyże 2 klasy. Pułk dołączył do reszty oddziałów Kozackiego Stanu, po czym pod koniec 1944 r. trafił do północnych Włoch, gdzie zwalczał partyzantkę. Na pocz. maja 1945 r. w składzie Kozackiego Stanu skapitulował przed Brytyjczykami, którzy wydali Kozaków Sowietom.